# Gens Arria
Die gens Arria war eine plebeische römische Familie (gens), die ab dem 1. Jahrhundert v. Chr. in Erscheinung trat und in der Kaiserzeit zu größerer Prominenz aufstieg. Die Familie war vermutlich samnitischen Ursprungs und kam während der mittleren oder späten Republik nach Rom. Cicero beschreibt das erste historisch beschriebene Familienmitglied als jemanden, der seinen Stand durch harte Arbeit statt durch Bildung oder Talent erworben habe.

## Bekannte Familienmitglieder
- Arrius Menander, römischer Jurist
- Arrius Varus, Prätorianerpräfekt 69
- Gaius Arrius Antoninus, römischer Konsul, 2. Jahrhundert
- Gaius Arrius Domitianus, römischer Centurio, 2. Jahrhundert
- Gnaeus Arrius Antoninus, römischer Suffektkonsul 69 und wahrscheinlich 97
- Gnaeus Arrius Augur, römischer Konsul 121
- Lucius Arrius Hermes, antiker römischer Toreut oder Händler
- Lucius Arrius Pudens, römischer Konsul 165
- Marcus Arrius Flaccus, römischer Suffektkonsul 79
- Marcus Nonius Arrius Mucianus, römischer Konsul 201
- Quintus Arrius (Prätor), römischer Militär und Politiker, Prätor 73 v. Chr.
- Quintus Arrius (Sachwalter), Verbindungsmann Ciceros und Cäsars

bekannte weibliche Familienmitglieder
- Arria die Ältere († 42 n. Chr.), Gattin des Senators Caecina Paetus
- Arria die Jüngere, Gattin des Suffektkonsuls von 56 n. Chr., Publius Clodius Thrasea Paetus
- Arria Fadilla, Mutter des Kaisers Antoninus Pius
- Arria (Gattin des Marcus Nonius Macrinus), Gattin des Suffektkonsuls von 154, Marcus Nonius Macrinus, und Großmutter des Konsuls von 201, Marcus Nonius Arrius Mucianus
- Arria (Platonikerin), befreundet mit Galen und dem Kaiser Septimius Severus sowie dessen Sohn Caracalla, vielleicht identisch mit der Vorigen